# Sociedade Esportiva Juventude
La Sociedade Esportiva Juventude est un club brésilien de football basé à Caxias dans l'État du Maranhão.